# Gezira Sporting Club

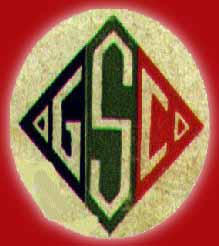
Früheres Logo des Clubs

Der Gezira Sporting Club (arabisch نادى الجزيرة الرياضى, DMG Nadi al-ǧazyrah al-reyādī) ist das größte Freizeitgelände Ägyptens. Es befindet sich auf der Insel Gezira in Kairo und hat eine Fläche von 0,6 km2. Seit 2020 existiert ein weiterer, 20 ha großer Standort im Kairoer Viertel 6th of October City.

## Geschichte

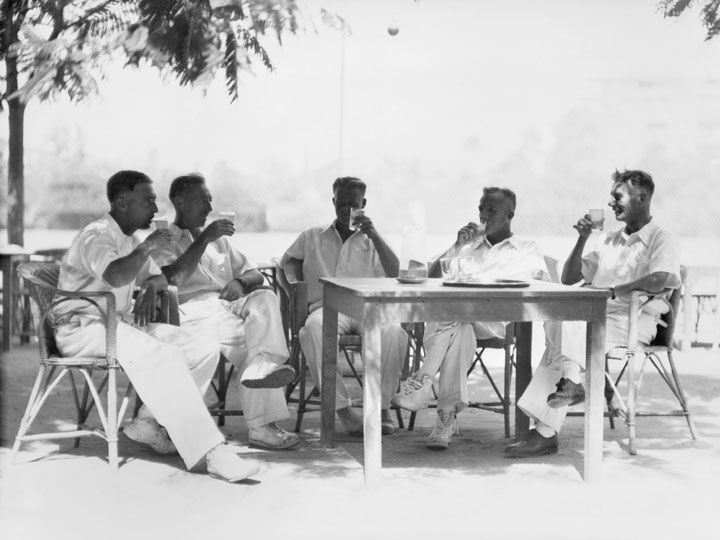
Erfrischungspause des Cricket-Teams 1941 im Gezira Sporting Club

Der Gezira Sporting Club entstand im Jahr 1882 auf dem Gelände des Khedivial Botanical Gardens. Davon zeugen noch heute Akazien und Gartenanlagen, die die Anlage schmücken. Nachdem das Land aufgrund eines Britischen Militärbefehls verpachtet wurde, wurde das Gelände in mehrere Freispielflächen aufgeteilt. 
Zuerst stand der Club ausschließlich der British Army zur Verfügung. Britische Offiziere wurden automatisch Mitglied des Clubs, andere Dienstgrade konnten die Mitgliedschaft nur auf Empfehlung zweier Mitglieder erwerben. Es waren etwa 750 Mitglieder. Gäste konnten eine Tageskarte für fünf Piaster kaufen, wenn sie von einem Mitglied begleitet wurden. Im Jahr 1906 wollten die Mitglieder den Club als Eigentum übernehmen, die ägyptische Regierung lehnte jedoch den Antrag ab. Stattdessen wurde ihnen ein Pachtvertrag über 60 Jahre gewährt.
Der Club behielt seinen exklusiven Charakter bis nach dem Zweiten Weltkrieg. Im Januar 1952 wurde er verstaatlicht und öffentlich gemacht. Ab diesem Zeitpunkt waren die meisten Mitglieder Ägypter der Oberschicht. Durch die Verstaatlichung änderte sich die Struktur des Clubs. Der Achtzehn-Loch-Golfplatz wurde auf neun Löcher reduziert. Auf der anderen Hälfte entstand ein Jugendclub. Anfang der 1960er Jahre verstaatlichte die ägyptische Regierung den Club erneut. Das Gelände wurde wieder geteilt, um den Al Ahly Sporting Club zu gründen, der den Breitensport zum Wohle der ärmeren Bevölkerung fördern sollte.

## Golf
Der 1882 erbaute Golfplatz in Gezira ist vermutlich der älteste im Nahen Osten. Der Kurs ist ein 18-Loch-Platz, der auf neun Fairways gespielt wird, Par 70, Länge 5360 m.

## Andere Sportarten
Seit 1907 werden im Gezira Sporting Club regelmäßig offizielle Turniere und Meisterschaften im Tennis abgehalten. Ab 1925 nahmen internationale prominente Tennisspieler an diesen sehr gut besuchten Veranstaltungen teil. Derzeit werden rund 40 weitere Sportarten im Gezira Sporting Club angeboten.